# David Ascalon
Pour les articles homonymes, voir Ascalon (homonymie).
L'artiste sculpteur David Ascalon est né à Tel Aviv, en Israël le 8 mars 1945. Il a reçu sa formation artistique en tant qu'apprenti de son père, le sculpteur d'origine hongroise et industriel, Maurice Ascalon (1913-2003).
Il immigre aux États-Unis où il poursuit sa formation.

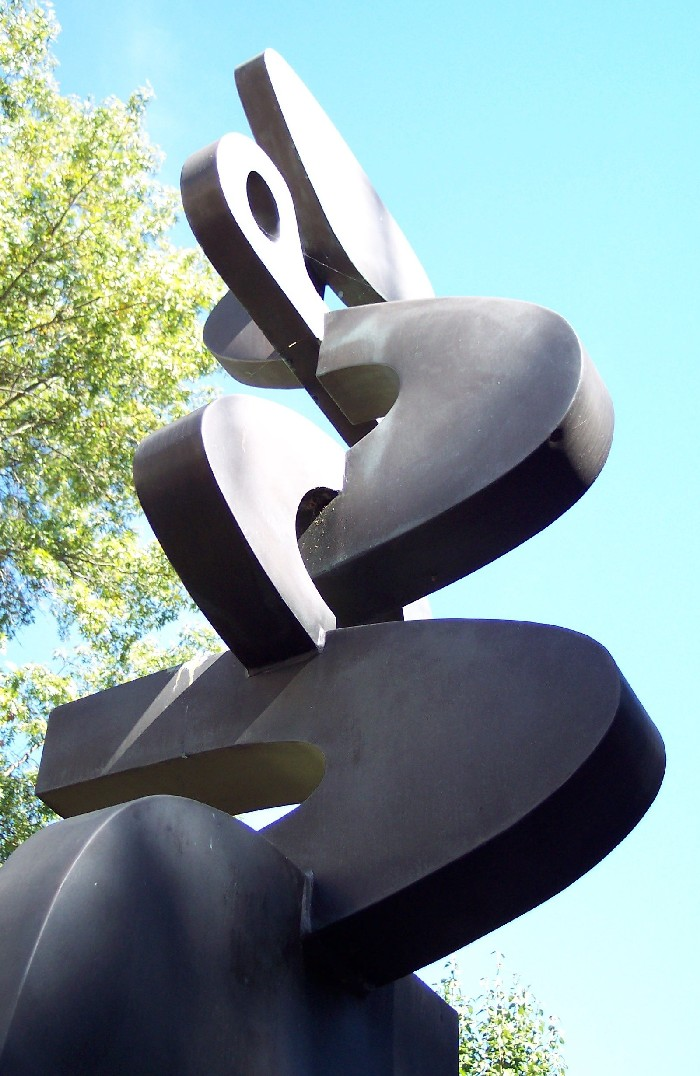
"Totem", sculpture en bronze. Cherry Hill Public Library, Cherry Hill, New Jersey USA
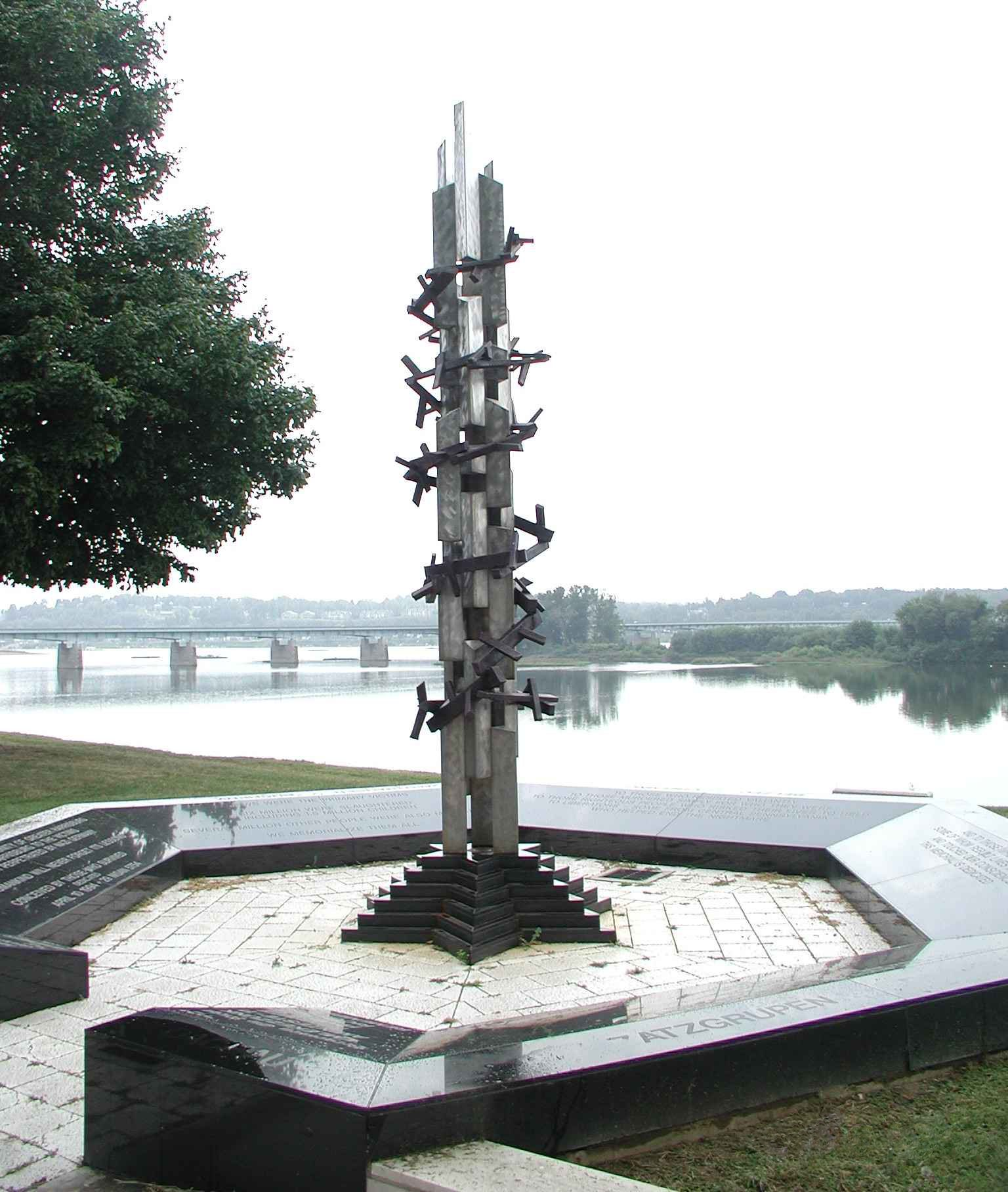
Mémorial de l'Holocauste pour le Commonwealth of Pennsylvania, Harrisburg, Pennsylvanie USA (1994), Ascalon Studios.
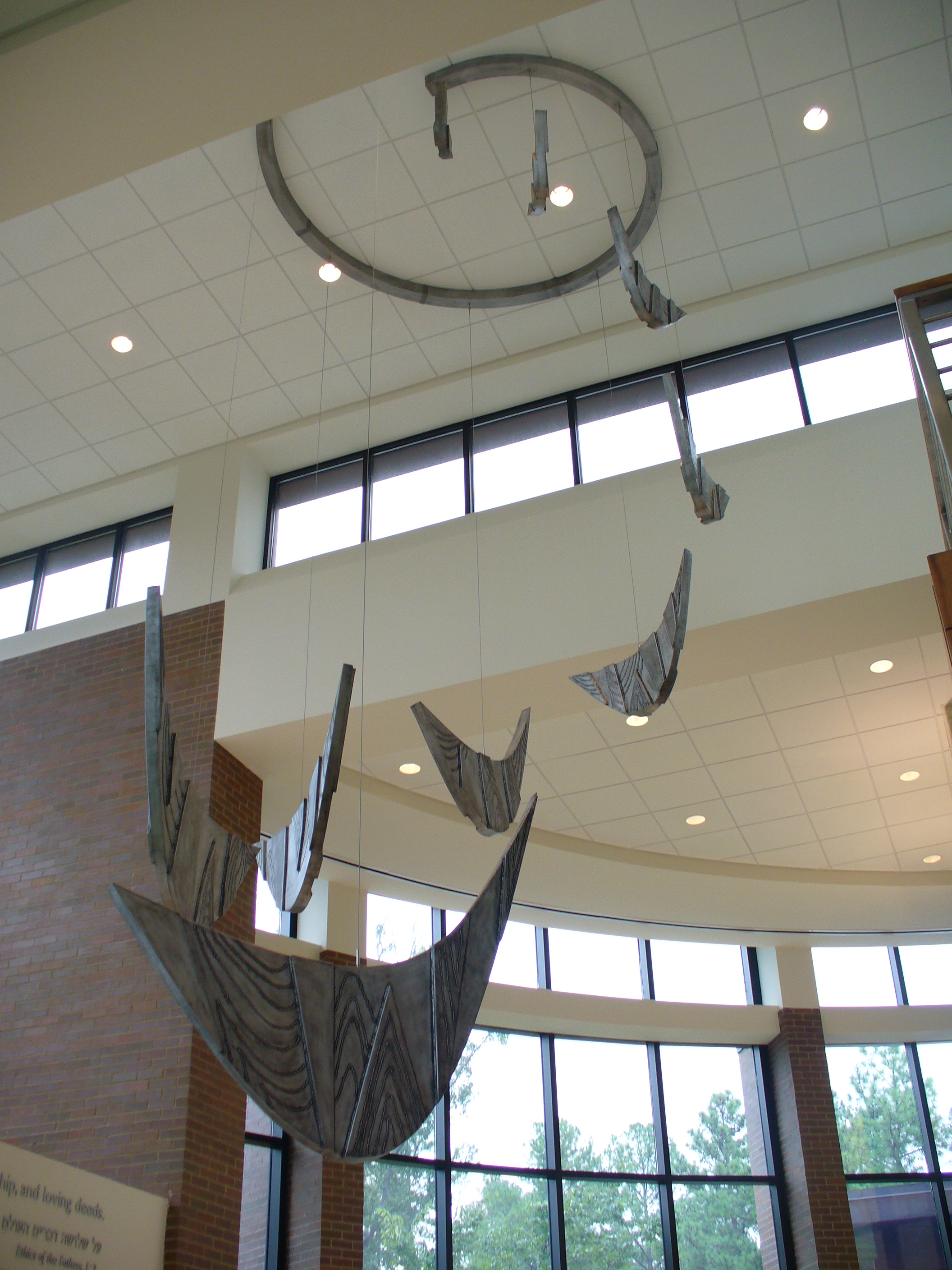
"Wings to the Heavens", 2008. Art cinétique, aluminum, Memphis (Tennessee) USA (2008).